# Soublecause
Soublecause – miejscowość i gmina we Francji, w regionie Oksytania, w departamencie Pireneje Wysokie.
Według danych na rok 1990 gminę zamieszkiwały 183 osoby, a gęstość zaludnienia wynosiła 30 osób/km² (wśród 3020 gmin regionu Midi-Pireneje Soublecause plasuje się na 880. miejscu pod względem liczby ludności, natomiast pod względem powierzchni na miejscu 1402.).